# نصب الحريات الأربع

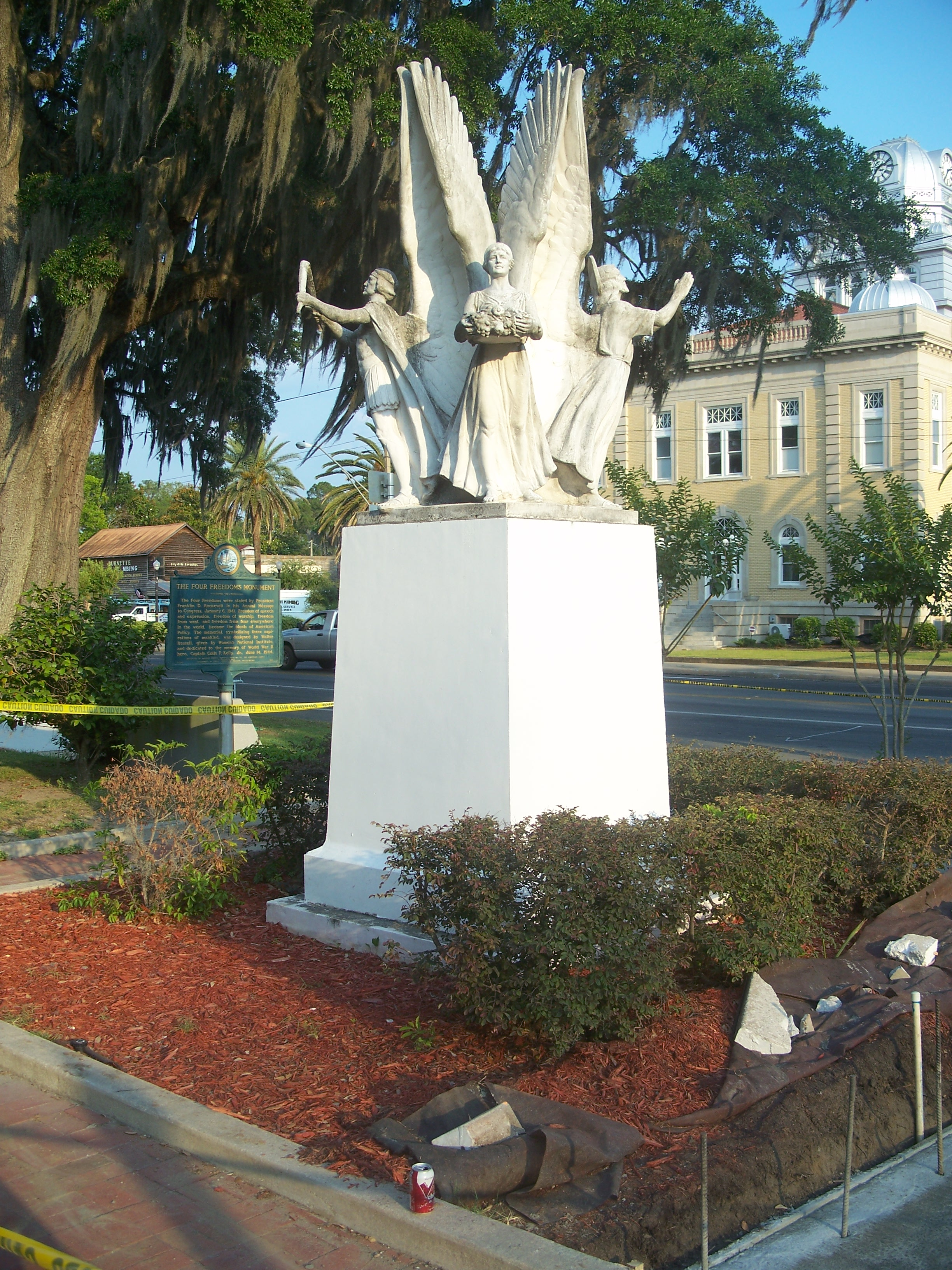
نصب الحريات الأربعة، ماديسون، فلوريدا

نصب الحريات الأربع تم بناءه بتكليف من الرئيس فرانكلين دي روزفلت بعد توضيحه «للحريات الأربع» في خطابه عن حالة الاتحاد عام 1941. كان هذا قبل الهجوم على بيرل هاربور ومشاركة الولايات المتحدة في الحرب العالمية الثانية. شعر روزفلت أنه من خلال الفنون، يمكن إلهام عدد أكبر بكثير من الناس لتقدير مفهوم الحريات الأربع.
وفقًا لروزفلت، فإن الحريات الأساسية الأربعة هي:
- حرية التعبير
- حرية العبادة
- التحرر من الحاجة
- التحرر من الخوف

تم إنشاء التمثال من قبل النحات والتر راسيل في وقت لاحق من ذلك العام وتم تكريسه في عام 1943 أمام حشد من 60 ألف شخص في ماديسون سكوير جاردن في مدينة نيويورك لكولن بي كيلي، أحد الأبطال الأمريكيين الأوائل المعترف بهم في الحرب العالمية الثانية. في 14 يونيو 1944، أعيد تكريس النصب التذكاري في مدينة ماديسون بولاية فلوريدا، مسقط رأس كيلي، بخطاب ألقاه الحاكم سبيسارد هولند.

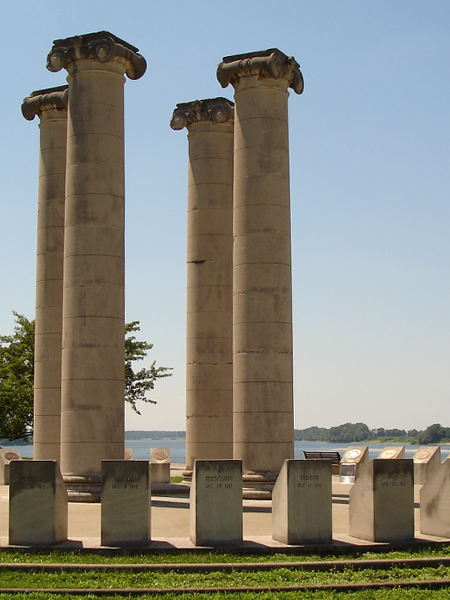
نصب الحريات الأربع، إيفانسفيل، إنديانا

## المعالم الأخرى ذات الصلة
نصب الحريات الأربع التذكاري في إيفانسفيل بولاية إنديانا صممه المهندس المعماري روبرت كونديكت. وهو يتألف من أربعة أعمدة من الحجر الجيري الأيوني في إنديانا يبلغ ارتفاعها 24 قدمًا، وكل منها يحتوي على نقش لإحدى الحريات الأربع. يحيط بهذه الأعمدة المركزية 50 كتلة بشكل موحد تمثل 50 ولاية للولايات المتحدة. كل كتلة تمثل دولة وتظهر ختم حالتها وتاريخ تحولها إلى دولة. تم تخصيص النصب التذكاري في عام 1976 لإحياء الذكرى المئوية الثانية للولايات المتحدة.
يقع نصب الحريات الأربع في كليفلاند، أوهايو، في حي تريمونت. يتكون من عمود واحد، مع واحدة من أربع حريات مطبوعة على كل جانب. يوجد على رأس العمود تمثال يدين تمسكان كرة أرضية.